# Jacopo Sandron
Jacopo Sandron (ur. 1 maja 1998) – włoski zapaśnik walczący w stylu klasycznym. Zajął dziewiąte miejsce na mistrzostwach świata w 2023. Brązowy medalista mistrzostw Europy w 2018; piąty w 2023. Dziesiąty w indywidualnym Pucharze Świata w 2020. Szesnasty na igrzyskach europejskich w 2019. Dwunasty na igrzyskach wojskowych w 2019 roku.